# Таштепе (вилает Лозенград)
Таштепе или Тастепе (на турски: Taştepe) е село в Източна Тракия, Турция, Околия Кофчаз, Вилает Лозенград (Къркларели). Населението му в 2000 година е 147 души.

## География
Селото се намира в западното подножие на Странджа, на 4 километра северно от околийския център Кофчаз.

## История
В 19 век Таштепе е българско село в Кърклисийска кааза на Одринския вилает на Османската империя. Според „Етнография на вилаетите Адрианопол, Монастир и Салоника“, издадена в Константинопол в 1878 година и отразяваща статистиката на населението от 1873 Таштепе (Tach-tépé) има 110 домакинства и 474 жители българи.
През пролетта на 1908 година властите арестуват и затварят в Лозенград Желязко Пехливана, Желязко Манолов, Продан Янев и Димитър Проданов от Тастепе.
Според статистиката на професор Любомир Милетич в 1912 година в селото живеят 86 български екзархийски семейства.
Българското население на Таштепе се изселва след Междусъюзническата война в 1913 година. От тях 6 семейства (27 души) се заселват в Бургаска околия и 76 семейства (240 души) в Къзълагачка (Елховска).

## Личности
Родени в Таштепе
- Атанас Янев Георгиев, български революционер, войвода на местната смъртна дружина през Илинденско-Преображенското въстание[5]
- Никола Янев Георгиев (1875 – ?), български революционер, председател на селския революционен комитет войвода на местната смъртна дружина през Илинденско-Преображенското въстание[6]